# Diplothorax punctator
Diplothorax punctator är en skalbaggsart som beskrevs av Holzschuh 2003. Diplothorax punctator ingår i släktet Diplothorax och familjen långhorningar. Inga underarter finns listade i Catalogue of Life.